# 刘若钒
刘若钒（1999年1月28日—），中国足球运动员，出生于四川省南充市，司职中场，现效力於中国足球超级联赛球队上海海港。

## 俱乐部生涯
2015年，上海绿地申花以30万人民币的价格从根宝足球基地引进了刘若钒。 2016年4月和9月，刘若钒分别前往国际米兰青训营和U-18队试训。
2017赛季，刘若钒进入申花一线队名单。 2017年5月5日，刘若钒作为U-23球员在客场2–3负于广州恒大淘宝的比赛中首发登场，在第17分钟被王寿挺换下。 2017年11月19日，在2017年中国足协杯决赛对阵上海上港的第一回合比赛中，刘若钒助攻打进全场唯一进球， 这个进球最终保证了申花夺得足协杯冠军。2017赛季，刘若钒共为申花出战6场，并在12月赢得了U-18年龄段中国金童奖的奖项。2020年租借給天津泰達。
2025年1月，刘若钒加盟上海海港。

## 国家队生涯
2017年10月举行的2018年亚足联亚足联U-19锦标赛资格赛中，刘若钒出场3次，打入4球，帮助中中国U-19顺利进入2018年亚足联U-19锦标赛。

## 荣誉

### 俱乐部
上海绿地申花
- 中国足协杯: 2017

### 个人
- U-18年龄段中国金童奖: 2017[8]

## 生涯统计

### 俱乐部
最後更新：2019年12月31日 
| 俱乐部       | 赛季     | 联赛             | 联赛 | 联赛 | 杯赛 | 杯赛 | 洲际 | 洲际 | 其他 | 其他 | 总计 | 总计 |
| 俱乐部       | 赛季     | 级别             | 出场 | 进球 | 出场 | 进球 | 出场 | 进球 | 出场 | 进球 | 出场 | 进球 |
| ------------ | -------- | ---------------- | ---- | ---- | ---- | ---- | ---- | ---- | ---- | ---- | ---- | ---- |
| 上海绿地申花 | 2017     | 中国足球超级联赛 | 3    | 0    | 3    | 0    | 0    | 0    | -    | -    | 6    | 0    |
| 上海绿地申花 | 2018     | 中国足球超级联赛 | 24   | 1    | 0    | 0    | 2    | 0    | 1    | 0    | 27   | 1    |
| 上海绿地申花 | 2019     | 中国足球超级联赛 | 4    | 0    | 1    | 0    | -    | -    | -    | -    | 5    | 0    |
| 上海绿地申花 | 总计     | 总计             | 31   | 1    | 4    | 0    | 2    | 0    | 1    | 0    | 38   | 1    |
| 生涯总计     | 生涯总计 | 生涯总计         | 31   | 1    | 4    | 0    | 2    | 0    | 1    | 0    | 38   | 1    |

1. ↑  中国超级杯